# Синграули
Синграули је град у Индији у држави Мадја Прадеш. Према незваничним резултатима пописа 2011. у граду је живело 220.295 становника.

## Становништво
Према незваничним резултатима пописа, у граду је 2011. живело 220.295 становника.
| 1991.  | 2001.   | 2011.   |
| ------ | ------- | ------- |
| 60.207 | 185.190 | 220.295 |